# La Iglesia (Cardeiro)
La Iglesia (en gallego y oficialmente, A Igrexa) es una aldea española situada en la parroquia de Cardeiro, del municipio de Boimorto, en la provincia de La Coruña, Galicia.

## Demografía
| Gráfica de evolución demográfica de A Iglesia entre 2000 y 2018 |
|                                                                 |
| Datos según el nomenclátor publicado por el INE.                |